# Organizações Exponenciais
Organizações Exponenciais (ExO) são empresas construídas com base na tecnologia da informação e utilizam técnicas organizacionais não-lineares para se alavancarem com o apoio da transformação digital.
Quando uma empresa inova uma tecnologia no mercado, gera uma mudança comportamental no consumo do público geral e nos concorrentes. Sendo um momento de revolução e estratégia de lançamento.A quantidade de informação que é criada e processada na internet é cada vez maior, e analisar esses dados e saber gerir essas informações, leva ao crescimento exponencial. Para trabalhar com as Organizações Exponenciais (ExO), é preciso entender as oportunidades disruptivas do mercado, pois cada oportunidade é de uma forma e uma ferramenta não necessariamente irá atender todas elas.
O impacto dessas empresas, apoiado pela tecnologia é desproporcional, elas chegam a performar 10x mais que as empresas convencionais. Essa desproporcionalidade se dá pelo fato de as organizações exponenciais se basearem não em recursos escassos, mas sim em abundância dos recursos. Uma característica fundamental dessas organizações é a velocidade.
A quantidade de informação que é criada e processada na internet é cada vez maior, e analisar esses dados e saber gerir essas informações leva ao crescimento exponencial. 

## Características
As Organizações Exponenciais (ExOs) possuem traços comuns com mecanismos internos e externos que alavancam um crescimento exponencial, o Propósito Transformador Massivo (PTM). O PTM motiva as empresas a querer crescer cada vez mais e ter um sonho grande de conquistar o mundo, motivando-as a superar e atingir rapidamente seus negócios com ativos alavancados.
As características das ExOs possuem dez atributos, sendo cinco atributos externos da sigla SCALE e cinco internos da sigla IDEAS.
| Atributos Externos (SCALE) | Atributos Internos (IDEAS) |
| Staff sob demanda          | Interfaces                 |
| Comunidade e Multidão      | Dashboards                 |
| Algoritmos                 | Experimentação             |
| Leveraged assets           | Autonomia                  |
| Engajamento                | Tecnologias Sociais        |

E com base em uma pesquisa feita, é apontado que outras organizações possuem características que ultrapassam as de uma ExO. Sendo elas:
| Airbnb | Google  | Quirky | Uber | Valve  |
| GitHub | Netflix | Tesla  | Waze | Xiaomi |

Considerando-se todas as características e definições, pode-se concluir que organizações exponenciais estão cada vez mais inseridas no mercado e irão sempre inovar em tecnologias transformadoras que serão essenciais para alavancar os negócios, obtendo uma vantagem no capital e se adaptarão rapidamente com as mudanças do comércio. E de acordo com o livro Organizações Exponenciais, as chaves para a adaptação dessas empresas são o PTM, IDEAS e SCALE.